# Ольф-Гальяр, Леон
Виктор-Эме-Лион Ольф-Гальяр (фр. Victor Aimé Léon Olphe-Galliard; 1825—1893) — французский орнитолог. В 1852 году описал вид птиц Phoenicurus moussieri.

## Биография
Собирался стать врачом, но, будучи вынужден бежать в Швейцарию вместе с семьёй после революции 1848 года, посвятил себя орнитологии. Принял участие во втором конгрессе Немецкого общества орнитологов, где познакомился с учёными, включая Люсьена Бонапарта. В 1864 году вернулся в Лион. Затем переезжал ещё несколько раз. Скончался после долгой болезни.
Был членом Лионской академии, Линнеевского общества и Société Helvétique. Опубликовал тридцать шесть работ по орнитофауне Западной Европы между 1884 и 1890 годами, а в 1891 году — «Каталог птиц, живущих в окрестностях Лиона». Его склонность к несоблюдению принципа приоритета, сформулированного в 1842 году, вызвала некоторые упреки со стороны американских орнитологов, но они же отметили его редкое среди французских орнитологов знание иностранных языков.